# Équipe de Tchéquie de football à la Coupe du monde 2006
L'équipe de Tchéquie de football s'est qualifiée pour la coupe du monde 2006 de football en Allemagne. Elle a affronté les États-Unis le 12 juin, le Ghana le 17 juin et l'Italie le 22 juin. Il s'agit de la première participation en phase finale de Coupe du monde de la Tchéquie, qui a pris la suite de la Tchécoslovaquie après la dissolution de celle-ci en 1993.
Concernant ses adversaires de groupe au premier tour de la coupe du monde 2006, l'équipe de Tchéquie depuis ses débuts en 1994 n'avait jamais joué contre les États-Unis ni le Ghana et n'avait jamais perdu contre l'Italie.

## Qualifications
| Groupe 1   | Groupe 1          | Groupe 1   | Groupe 1   | Groupe 1   | Groupe 1   | Groupe 1   | Groupe 1   | Groupe 1   | Groupe 1   | Groupe 1  | Groupe 1  | Groupe 1  | Groupe 1  | Groupe 1  | Groupe 1  | Groupe 1  | Groupe 1  |
| Classement | Classement        | Classement | Classement | Classement | Classement | Classement | Classement | Classement | Classement | Résultats | Résultats | Résultats | Résultats | Résultats | Résultats | Résultats | Résultats |
| ---------- | ----------------- | ---------- | ---------- | ---------- | ---------- | ---------- | ---------- | ---------- | ---------- | --------- | --------- | --------- | --------- | --------- | --------- | --------- | --------- |
|            | Nation            | Pts        | J          | G          | N          | P          | BP         | BC         | Diff       | Nation    | NED       | TCH       | ROU       | FIN       | MAC       | ARM       | AND       |
| 1          | Pays-Bas          | 32         | 12         | 10         | 2          | 0          | 27         | 3          | +24        | Pays-Bas  |           | 2-0       | 2-0       | 3-1       | 0-0       | 2-0       | 4-0       |
| 2          | Tchéquie          | 27         | 12         | 9          | 0          | 3          | 35         | 12         | +23        | Tchéquie  | 0-2       |           | 1-0       | 4-3       | 6-1       | 4-1       | 8-1       |
| 3          | Roumanie          | 25         | 12         | 8          | 1          | 3          | 20         | 10         | +10        | Roumanie  | 0-2       | 2-0       |           | 2-1       | 2-1       | 3-0       | 2-0       |
| 4          | Finlande          | 16         | 12         | 5          | 1          | 6          | 21         | 19         | +2         | Finlande  | 0-4       | 0-3       | 0-1       |           | 5-1       | 3-1       | 3-0       |
| 5          | Macédoine du Nord | 9          | 12         | 2          | 3          | 7          | 11         | 24         | -13        | Macédoine | 2-2       | 0-2       | 1-2       | 0-3       |           | 3-0       | 0-0       |
| 6          | Arménie           | 7          | 12         | 2          | 1          | 9          | 9          | 25         | -16        | Arménie   | 0-1       | 0-3       | 1-1       | 0-2       | 1-2       |           | 2-1       |
| 7          | Andorre           | 5          | 12         | 1          | 2          | 9          | 4          | 34         | -30        | Andorre   | 0-3       | 0-4       | 1-5       | 0-0       | 1-0       | 0-3       |           |

| Barrages | Barrages | Barrages | Barrages | Barrages |
| Aller    | Aller    | Aller    | Retour   | Retour   |
| -------- | -------- | -------- | -------- | -------- |
| Norvège  | 0-1      | Tchéquie | 1-0      | Norvège  |

## Maillot
Le maillot de l'équipe de Tchéquie est fourni par l'équipementier Puma.
| Couleurs | Rouge, blanc et bleu |
| Marque   | Puma                 |
| Domicile | Extérieur            |

## Effectif
Le 15 mai 2006, le sélectionneur tchèque, Karel Brückner, a annoncé une liste composée de vingt-trois joueurs pour le mondial.
| Numéro / Nom | Numéro / Nom      | Club                     | Date de naissance | J.              | Buts            |                 |                 |                 |
| Gardiens de but | Gardiens de but   | Gardiens de but          | Gardiens de but   | Gardiens de but | Gardiens de but | Gardiens de but | Gardiens de but | Gardiens de but |
| --- | ----------------- | ------------------------ | ----------------- | --------------- | --------------- | --------------- | --------------- | --------------- |
| 1 | Petr Čech         | Chelsea                  | 20.05.1982        | 3               | 0               | 0               | 0               | 0               |
| 16 | Jaromír Blažek    | Sparta Prague            | 29.12.1972        | 0               | 0               | 0               | 0               | 0               |
| 23 | Antonín Kinský    | Saturn Ramenskoïe        | 31.05.1975        | 0               | 0               | 0               | 0               | 0               |
| Défenseurs |                   |                          |                   |                 |                 |                 |                 |                 |
| 2 | Zdeněk Grygera    | Ajax Amsterdam           | 14.05.1980        | 3               | 0               | 1               | 0               | 0               |
| 3 | Pavel Mareš       | Zénith Saint-Pétersbourg | 18.01.1976        | 0               | 0               | 0               | 0               | 0               |
| 6 | Marek Jankulovski | Milan AC                 | 09.05.1977        | 3               | 0               | 0               | 0               | 0               |
| 13 | Martin Jiránek    | Spartak Moscou           | 25.05.1979        | 0               | 0               | 0               | 0               | 0               |
| 21 | Tomáš Ujfaluši    | ACF Fiorentina           | 24.03.1978        | 2               | 0               | 1               | 1               | 0               |
| 22 | David Rozehnal    | Paris SG                 | 05.07.1980        | 3               | 0               | 1               | 0               | 0               |
| Milieux de terrain |                   |                          |                   |                 |                 |                 |                 |                 |
| 4 | Tomáš Galásek     | Ajax Amsterdam           | 15.01.1973        | 2               | 0               | 0               | 0               | 0               |
| 5 | Radoslav Kováč    | Spartak Moscou           | 27.11.1979        | 1               | 0               | 0               | 0               | 0               |
| 7 | Libor Sionko      | Austria Vienne           | 01.02.1977        | 1               | 0               | 0               | 0               | 0               |
| 8 | Karel Poborský    | Sparta Prague            | 30.03.1972        | 3               | 0               | 0               | 0               | 0               |
| 10 | Tomáš Rosický     | Borussia Dortmund        | 04.10.1980        | 3               | 2               | 1               | 0               | 0               |
| 11 | Pavel Nedvěd      | Juventus                 | 30.08.1972        | 3               | 0               | 0               | 0               | 0               |
| 14 | David Jarolím     | Hambourg SV              | 17.05.1979        | 1               | 0               | 0               | 0               | 0               |
| 17 | Jiří Štajner      | Hanovre 96               | 27.05.1976        | 3               | 0               | 0               | 0               | 0               |
| 19 | Jan Polák         | FC Nuremberg             | 14.04.1981        | 3               | 0               | 1               | 1               | 0               |
| 20 | Jaroslav Plašil   | AS Monaco                | 04.01.1982        | 3               | 0               | 0               | 0               | 0               |
| Attaquants |                   |                          |                   |                 |                 |                 |                 |                 |
| 9 | Jan Koller        | AS Monaco                | 30.03.1973        | 1               | 1               | 0               | 0               | 0               |
| 12 | Vratislav Lokvenc | Red Bull Salzbourg       | 27.09.1973        | 2               | 0               | 2               | 0               | 0               |
| 15 | Milan Baroš       | Aston Villa              | 28.10.1981        | 1               | 0               | 0               | 0               | 0               |
| 18 | Marek Heinz       | Galatasaray              | 04.08.1977        | 1               | 0               | 0               | 0               | 0               |
| Sélectionneur |                   |                          |                   |                 |                 |                 |                 |                 |
| | Karel Brückner    |                          | 13.11.1939        |                 |                 |                 |                 |                 |
| Réserve Joueurs qui n'ont pas participé au stage d'entraînement mais qui pouvaient faire office de remplaçants jusqu'au 11 juin |                   |                          |                   |                 |                 |                 |                 |                 |
| M | Tomáš Sivok       | Sparta Prague            | 15.09.1983        |                 |                 |                 |                 |                 |
| M | Rudolf Skácel     | Heart of Midlothian      | 17.07.1979        |                 |                 |                 |                 |                 |
| Blessé Joueur initialement annoncé dans l'équipe nationale pour la coupe du monde mais remplacé avant le 12 juin                |                   |                          |                   |                 |                 |                 |                 |                 |
| M | Vladimír Šmicer   | Girondins de Bordeaux    | 24.05.1973        |                 |                 |                 |                 |                 |

## Compétition

### Classement
| Groupe E |            |     |   |   |   |   |    |    |      |
|          | Équipe     | Pts | J | G | N | P | BP | BC | Diff |
| 1        | Italie     | 7   | 3 | 2 | 1 | 0 | 5  | 1  | +4   |
| 2        | Ghana      | 6   | 3 | 2 | 0 | 1 | 4  | 3  | +1   |
| 3        | Tchéquie   | 3   | 3 | 1 | 0 | 2 | 3  | 4  | -1   |
| 4        | États-Unis | 1   | 3 | 0 | 1 | 2 | 2  | 6  | -4   |

### Buteurs
| Classement | Nom           | But(s) |
| 1          | Tomáš Rosický | 2      |
| 2          | Jan Koller    | 1      |